# Antonio Ottoboni
Antonio Innocenzo Ottoboni (Venezia, 20 giugno 1646 – Roma, 19 febbraio 1720) è stato un nobile e generale italiano.
Nipote di papa Alessandro VIII, venne da questi nominato principe e generale dell'esercito pontificio. Fu padre del cardinale Pietro Ottoboni e fratellastro di Marco Ottoboni, I duca di Fiano.

## Biografia

### I primi anni e la crisi finanziaria

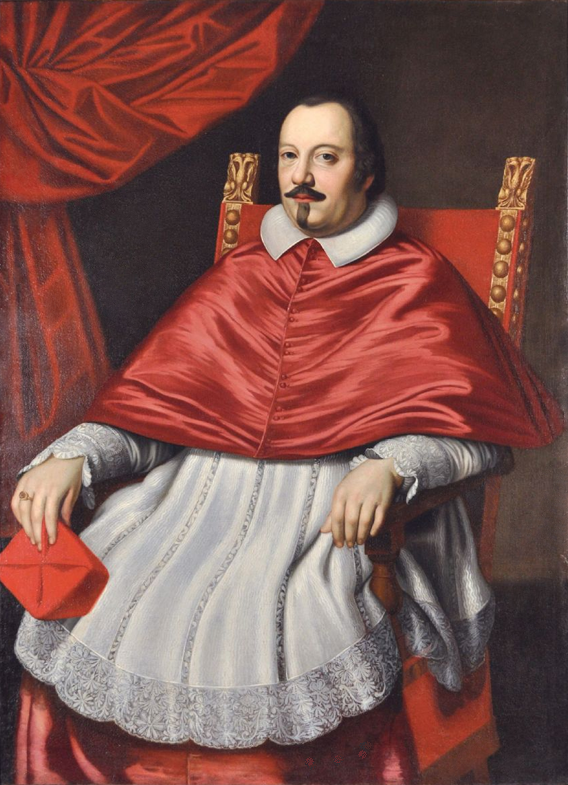
Il cardinale Pietro Vito Ottoboni (futuro papa Alessandro VIII) che ebbe un peso decisivo nella vita di Antonio e della sua famiglia

Antonio Innocenzo Ottoboni nacque a Venezia nel 1646, figlio secondogenito di Agostino e della sua prima moglie, Candida Benzio. Suo padre era fratello del cardinale Pietro Vito Ottoboni, eletto al soglio pontificio dal 1689 col nome di Alessandro VIII. È proprio dall'epistolario di quest'ultimo che possiamo ancora oggi conoscere molti dei particolari dei primi anni di vita di Antonio, inframezzato alle vicende di suo padre, in perenne contrasto coi fratelli per la gestione del patrimonio famigliare. Fu lo zio cardinale a provvedere alla sua istruzione ed al suo sostentamento per diversi anni avviandolo alla carriera civile dal 1670 quando Antonio venne nominato castellano della città di Bergamo (all'epoca sotto il dominio veneto), ma anche in quella posizione continuò a godere dei fondi di suo zio che lo fece affiancare da un suo uomo di fiducia che avrebbe dovuto assisterlo nella gestione dei suoi fondi. Il futuro pontefice continuò a sostenere il nipote procurandogli la nomina a podestà di Feltre nel 1674 che, unicamente alla morte dello zio prima e del padre poi, gli fruttarono un discreto patrimonio di cui poter finalmente disporre liberamente. Malgrado la situazione mutata, ad ogni modo, Antonio vessava sempre in pessime condizioni finanziarie a cui si erano aggiunti i debiti accumulati dallo zio Giovanni Battista, abate; tra i motivi principali della crisi finanziaria che aveva colpito la casata degli Ottoboni vi fu sicuramente la naturale inclinazione di Antonio al gioco d'azzardo che, nel giro di pochi anni, gli aveva fatto perdere la considerevole cifra di 120.000 ducati d'oro.
Fu a questo punto che intervenne il cardinale Ottoboni in maniera decisa il quale consigliò il nipote di cedergli tutto il patrimonio della sua famiglia in cambio della somma annua di 925 ducati che gli sarebbero stati corrisposti ma che sarebbero stati amministrati da sua moglie. Lo stesso futuro pontefice impose che il figlio, Pietro, fosse educato dai padri somaschi nel loro collegio di Castello. Il cardinale Ottoboni, riuscì a far ottenere al nipote Antonio la contea di Zara nel tentativo di affibbiargli una carica che potesse aiutarlo a ricavare ulteriore denaro ed a stare lontano dalle bische veneziane, ma questi, appellandosi direttamente al doge Alvise Contarini riuscì ad evitare l'incarico, ritirandosi nella sua villa di campagna presso Rustignè, non lontano da Oderzo. Lo zio intervenne nuovamente, facendolo nominare nel 1682 podestà e capitano di Crema, impedendo nel contempo che potesse cadere in sua mano l'eredità del fratello Giovanni Battista che sarebbe certamente andata sperperata al gioco.

### L'elezione del nuovo pontefice: ascesa e caduta degli Ottoboni

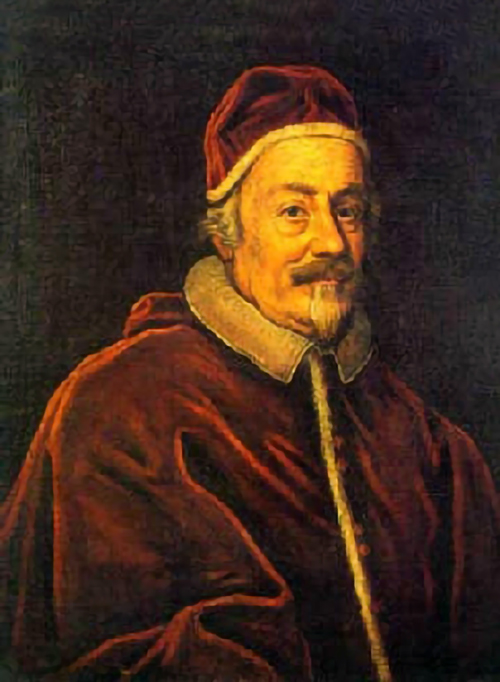
Papa Alessandro VIII, creò Antonio principe e generale di Santa Romana Chiesa e lo salvò dalle crisi finanziarie dalle quali era vessato sin dalla gioventù

La vita di Antonio mutò radicalmente nell'anno 1689 quando suo zio cardinale venne eletto Papa col nome di Alessandro VIII. Pietro Ottoboni, come prima azione del suo nuovo pontificato, decise di richiamare a sé il nipote per nominarlo generale dell'esercito pontificio (carica con la qual non prese ad ogni modo mai parte ad alcuno scontro), principe ed assistente al soglio pontificio dopo che la Repubblica di Venezia gli ebbe concesso il cavalierato ed il titolo di procuratore di San Marco, oltre al privilegio in perpetuo e per primogenitura della stola d'oro.
Con l'appoggio dello zio, ora pontefice, i problemi di denaro di Antonio poterono dirsi finiti, ma il pontificato di Alessandro VIII durò solo fino al 1691. Dopo la morte del papa, lasciata Roma e tornato a Venezia, Antonio venne privato dal doge Francesco Morosini di tutti i suoi onori con la motivazione di aver contravvenuto alle leggi della Repubblica accettando degli stipendi fissi da principi stranieri (il pontefice in questo caso). Queste privazioni, che avevano più il sapore di una vendetta politica, portarono Antonio a rimanere estraneo dalla società patriziale veneziana per un decennio, venendovi riammesso solo quando il figlio Pietro, divenuto cardinale, riguadagnò stima alla famiglia.
Nel 1710, ad ogni modo, una nuova sventura colpì la sua famiglia: il figlio Pietro, infatti, oltre che principe della chiesa era stato anche nominato protettore della Corona di Francia, stato con cui la Serenissima era in guerra. Il doge Giovanni II Corner, che non poteva tollerare che un cittadino della Repubblica veneta, per quanto cardinale di Santa Romana Chiesa, fosse protettore di uno stato con cui lo stato aveva avuto non pochi contrasti, intimò ad Antonio di far rinunciare il figlio a tale carica; il cardinale Ottoboni ad ogni modo fu irremovibile, giudicando il proprio incarico come slegato dall'appartenenza della sua famiglia al patriziato veneto. Poco dopo, per decreto dogale, gli Ottoboni vennero banditi da Venezia per la seconda volta e costretti all'esilio. Distrutto e nuovamente sull'orlo del lastrico finanziario, Antonio nel 1694 si portò a Napoli e poi tornò a Roma ove morì il 19 febbraio 1720.
Come suo figlio, il cardinale Ottoboni, il principe Antonio fu un mecenate appassionato di musica. Egli fornì il libretto ad Alessandro Scarlatti per la seconda impostazione di La Giuditta nel 1697, e testi per molte cantate. Prima del 1707, probabilmente nel 1703 o 1704, nominò Scarlatti suo maestro di cappella.

## Matrimonio e figli
Nel dicembre del 1665 sposò a Venezia, Maria Moretti, decedute nel novembre del 1713, figlia di Giovanni, unione contrastata dalla sua famiglia perché giudicata mediocre. La coppia ebbe insieme un unico figlio
- Pietro (1667 - 1740), cardinale

## Albero genealogico
|                                     |   |                | Genitori |  |  | Nonni |  |  | Bisnonni             |  |  | Trisnonni       |  |
|                                     |   |                |          |  |  |       |  |  | Marcantonio Ottoboni |  |  | Ettore Ottoboni |  |
|                                     |   |                |          |  |  |       |  |  | Marcantonio Ottoboni |  |  | Ettore Ottoboni |  |
|                                     |   | …              |          |  |  |       |  |  | Marcantonio Ottoboni |  |  |                 |  |
| Marco Ottoboni                      |   |                |          |  |  |       |  |  | Marcantonio Ottoboni |  |  |                 |  |
|                                     |   | Dianora Basalù | …        |  |  |       |  |  |                      |  |  |                 |  |
|                                     |   | Dianora Basalù | …        |  |  |       |  |  |                      |  |  |                 |  |
|                                     |   | Dianora Basalù | …        |  |  |       |  |  |                      |  |  |                 |  |
| Agostino Ottoboni                   |   | Dianora Basalù |          |  |  |       |  |  |                      |  |  |                 |  |
|                                     |   | …              | …        |  |  |       |  |  |                      |  |  |                 |  |
|                                     |   | …              | …        |  |  |       |  |  |                      |  |  |                 |  |
|                                     |   | …              | …        |  |  |       |  |  |                      |  |  |                 |  |
| Vittoria Tornielli                  |   | …              |          |  |  |       |  |  |                      |  |  |                 |  |
|                                     |   | …              | …        |  |  |       |  |  |                      |  |  |                 |  |
|                                     |   | …              | …        |  |  |       |  |  |                      |  |  |                 |  |
|                                     |   | …              | …        |  |  |       |  |  |                      |  |  |                 |  |
| Antonio Ottoboni, principe Ottoboni |   | …              |          |  |  |       |  |  |                      |  |  |                 |  |
|                                     | … | …              |          |  |  |       |  |  |                      |  |  |                 |  |
|                                     | … | …              |          |  |  |       |  |  |                      |  |  |                 |  |
|                                     | … | …              |          |  |  |       |  |  |                      |  |  |                 |  |
| …                                   | … |                |          |  |  |       |  |  |                      |  |  |                 |  |
|                                     |   | …              | …        |  |  |       |  |  |                      |  |  |                 |  |
|                                     |   | …              | …        |  |  |       |  |  |                      |  |  |                 |  |
|                                     |   | …              | …        |  |  |       |  |  |                      |  |  |                 |  |
| Candida Benzio                      |   | …              |          |  |  |       |  |  |                      |  |  |                 |  |
|                                     |   | …              | …        |  |  |       |  |  |                      |  |  |                 |  |
|                                     |   | …              | …        |  |  |       |  |  |                      |  |  |                 |  |
|                                     |   | …              | …        |  |  |       |  |  |                      |  |  |                 |  |
| …                                   |   | …              |          |  |  |       |  |  |                      |  |  |                 |  |
|                                     |   | …              | …        |  |  |       |  |  |                      |  |  |                 |  |
|                                     |   | …              | …        |  |  |       |  |  |                      |  |  |                 |  |
|                                     |   | …              | …        |  |  |       |  |  |                      |  |  |                 |  |
|                                     |   | …              |          |  |  |       |  |  |                      |  |  |                 |  |